# Resolução 257 do Conselho de Segurança das Nações Unidas
A Resolução 257 do Conselho de Segurança das Nações Unidas aprovada por unanimidade em 11 de setembro de 1968, depois de examinar a aplicação de Essuatíni como membro das Nações Unidas, o Conselho recomendou à Assembleia Geral que o Essuatíni fosse admitida.